# Octapharma

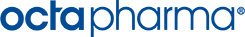
Octapharmas logotyp.

Octapharma är ett svensk-schweiziskt familjeföretag inom farmakologin och stor aktör inom blodplasmaområdet. Företaget grundades 1983 i Schweiz av tysken Wolfgang Marguerre, numera bosatt i Sverige. Huvudkontoret ligger i Lachen, Schweiz. Den svenska produktionsanläggningen finns i Kristineberg.
Octapharma driver sina produktionsanläggningar i Österrike, Sverige, Frankrike och Tyskland samt i en mindre anläggning i Mexiko. Totalt kan ca 7 miljoner liter blodplasma bearbetas i företagets fabriker. Företaget har idag (2022) ca 9 977 anställda i 37 länder. År 2021 var omsättningen ca 2,51 miljarder euro. 
I Sverige är Octapharma den enda tillverkaren av plasmabaserade läkemedel och har sin verksamhet här sedan år 2002 då man övertog Biovitrums enheten Plasma Products. Octapharma i Sverige är organiserat i två separata bolag; Octapharma AB och Octapharma Nordic AB. Den svenska produktionsanläggningen finns vid Nordenflychtsvägen på västra Kungsholmen i Stockholm, där Pharmacia tidigare hade sin verksamhet (före detta Stora Bryggeriet). 